# Franck Durix
Franck Durix (* 20. Oktober 1965 in Belleville) ist ein ehemaliger französischer Fußballspieler.

## Karriere
Durix begann seine Profilaufbahn 1984 beim französischen Zweitligisten Olympique Lyon. Für Lyon bestritt er 104 Zweitligaspiele und schoss dabei 30 Tore. 1988 wechselte er zum Erstligisten AS Cannes. 1992 stieg der Verein ab, aber gleich darauf wieder auf. Für Cannes bestritt er 179 Ligaspiele und schoss dabei 13 Tore. 1995 wechselte er zum japanischen Erstligisten Nagoya Grampus Eight. 1995 gewann er mit dem Verein den Kaiserpokal. 1997 wechselte er zum schweizerischen Erstligisten Servette FC. 1997/98 wurde er mit dem Verein Vizemeister der Nationalliga. Mit dem Verein wurde er 1998/99 schweizerischer Meister. 2000 kehrte er nach Frankreich zurück. Hier unterschrieb er einen Vertrag beim Zweitligisten FC Sochaux. 2001 feierte er mit dem Verein die Meisterschaft und den Aufstieg in die erste Liga. 2001 kehrte er zu AS Cannes zurück. 2002 beendete er seine Karriere als Fußballspieler.

## Erfolge
Nagoya Grampus Eight
- Japanischer Pokalsieger: 1995

Servette FC
- Schweizerischer Meister: 1998/99